# Yusupha Njie
Yusupha Njie (ur. 3 stycznia 1994 w Bandżulu) – gambijski piłkarz grający na pozycji napastnika. Od 2023 jest zawodnikiem klubu Al-Markhiya.

## Kariera piłkarska
Swoją piłkarską karierę Njie rozpoczynał w juniorach takich klubów jak: Wealers FC (do 2006) i Cherno Samba Academy (2004-2011). W 2011 roku został zawodnikiem Realu Bandżul i w sezonie 2011 zadebiutował w jego barwach w gambijskiej First Division. W sezonach 2011 i 2013 wywalczył z nim wicemistrzostwa Gambii, a w sezonie 2012 został mistrzem kraju.
W 2013 roku Njie przeszedł do marokańskiego FUS Rabat. W sezonie 2013/2014 zdobył z nim Puchar Maroka, a w sezonie 2015/2016 wywalczył z nim mistrzostwo Maroka.
W lipcu 2017 Njie został wypożyczony do Boavisty. Swój debiut w niej zanotował 7 sierpnia 2017 w przegranym 1:2 wyjazdowym meczu z Portimonense SC. W lipcu 2018 został wykupiony przez Boavistę za 400 tysięcy euro.
| Sezon   | Klub         | Kraj       | Rozgrywki      | Mecze | Gole |
| ------- | ------------ | ---------- | -------------- | ----- | ---- |
| 2011    | Real Bandżul | Gambia     | First Division | ?     | ?    |
| 2012    | Real Bandżul | Gambia     | First Division | ?     | ?    |
| 2013    | Real Bandżul | Gambia     | First Division | ?     | ?    |
| 2013/14 | FUS Rabat    | Maroko     | GNF 1          | 15    | 1    |
| 2014/15 | FUS Rabat    | Maroko     | GNF 1          | 17    | 1    |
| 2015/16 | FUS Rabat    | Maroko     | GNF 1          | 20    | 4    |
| 2016/17 | FUS Rabat    | Maroko     | GNF 1          | 21    | 1    |
| 2017/18 | Boavista FC  | Portugalia | Primeira Liga  | 17    | 4    |
| 2018/19 | Boavista FC  | Portugalia | Primeira Liga  | 11    | 4    |
| 2019/20 | Boavista FC  | Portugalia | Primeira Liga  | 25    | 1    |
| 2020/21 | Boavista FC  | Portugalia | Primeira Liga  | 21    | 5    |

## Kariera reprezentacyjna
W reprezentacji Gambii Njie zadebiutował 11 czerwca 2017 w przegranym 0:1 meczu kwalifikacji do Pucharu Narodów Afryki 2019 z Beninem, rozegranym w Kotonu. W 2022 roku został powołany do kadry na Puchar Narodów Afryki 2021. Rozegrał na nim jeden mecz, w 1/8 finału z Gwineą (1:0).